# 2007年净选盟大集会

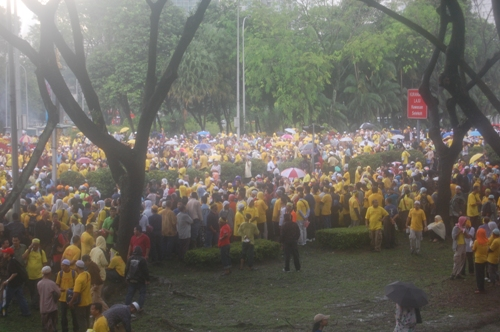
马来西亚皇宫前的示威者

净选盟大集会（英語： Bersih rally）是于2007年11月10日在马来西亚吉隆坡发生的一场和平集会。这次集会是为了抗议现有选举制度的不公，即过分偏向于自马来西亚独立以来一直执政的国民阵线。
示威开始时人们主要在独立广场、崇光百货及Jamek清真寺等四处集合，并在经过皇宫大门前合为一队，之后向最高元首递交了一份要求选举改革的备忘录。因没有获得警方的准证，此次集会从马来西亚现行法律来讲是非法的。在马来西亚的国情来说，执政党以外的组织是根本无法获得警方的准证。较早前的估计参加集会人数在一万到四万之间。
此次集会的组织者为干净与公平选举联盟（净选盟，简称Bersih），也是此次集会的英文名称为Bersih Rally来源。Bersih在马来西亚语中是干净的意思。此次集会以黄色为参加者的记号，号称“黄色浪潮”（Gelombang Kuning）。

## 政府预备

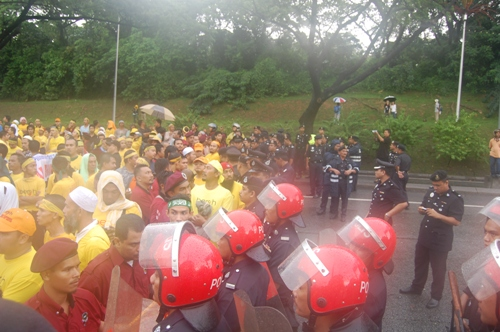
与示威者对峙的警察

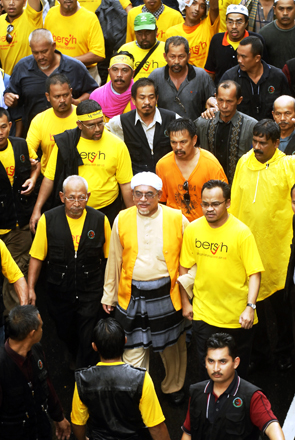
伊斯兰党主席哈迪阿旺参加此次集会

在集会前马来西亚政府警告国民不要参加此次游行，因为它没有取得官方认可。政府威胁任何参加游行的人都会被逮捕。当地官方控制的电视台播放其它国家示威活动的视频片段，突出表现其暴力场面，并以此宣传“示威总是以暴力收场”。马来西亚首相阿都拉·巴达威显然不愿看到他的权威受到挑战。他决定镇压此次集会，并向警方说明要驱散示威者并在必要的时候将其逮捕。

### 警方反应
在集会开始前的几个小时，上千名警察在独立广场周围戒备，进入吉隆坡的车辆都要经过数道检查站。这导致了大面积的堵车。政府声称交通堵塞是由于集会造成，而大多数人都认为这是由于警方设了太多的路障所致。
在清真寺附近警方对示威者使用了水炮和催泪瓦斯。 245人被拘捕，但在录完口供后被释放。另有报道指警方逮捕了34人。在此期间并未发生大规模暴力冲突，净选盟也曾向示威者倡议杜绝暴力。

### 集会后政府的反应
马来西亚首相阿都拉·巴达威申明最高元首不应当被牵扯到政治事件中。他进一步声称反对派是在试图将最高元首拉进此次事件。而净选盟则宣称此次示威是超党派的，大部分组织成员都是非政府组织，只有少数反对党参加。
稍后马来西亚新闻部长再努丁迈丁（Zainuddin Maidin）反驳半岛电视台有关警察在集会中使用了过多暴力的报道。他声称警察只是用水炮将人群分散，因为此次集会是非法的。此外警察准许了示威者向最高元首递交请愿书。
再努丁之前曾声称来自阿拉伯的半岛电视台，是对付西方媒体恶意摸黑政府的公正媒体。但在半岛电视台公正的报导此次示威后，他则宣称半岛电视台是谎言制造中心，要求人民不要相信之。

## 集会后续
示威活动结束后并没有出现重大伤亡事件。马来西亚政府并未对示威者的改革要求做出任何回应。事实上政府几乎从未批准过除执政党以外的一切集会示威申请。当地媒体迫于政府压力都低调处理此次事件，故意模糊参与人数，并把此新闻放在不重要的版面。